# گلن‌گری گلن راس (فیلم)
گلن‌گری گلن راس (به انگلیسی: Glengarry Glen Ross) یک فیلم درام آمریکایی سال ۱۹۹۲ است که دیوید ممت فیلمنامهٔ آن را بر اساس نمایشنامه‌ای به همین نام که در سال ۱۹۸۴ برنده جایزه پولیتزر شد، نوشته و جیمز فولی آن را کارگردانی کرده‌است.
این فیلم دو روز از زندگی چهار فروشنده املاک و مستغلات را به تصویر می‌کشد که وقتی دفتر شرکت‌ها یک مربی را برای «ایجاد انگیزه» برای آنها می‌فرستد چقدر ناامید می‌شوند. او به آنها می‌گوید که در یک هفته، همه به جز دو فروشنده برتر اخراج می‌شوند. این فیلم در شهر نیویورک ساخته شده‌است.
همچون نمایشنامه، این فیلم به دلیل استفاده از فحاشی بدنام است، و باعث شده بازیگران به شوخی به این فیلم با عنوان «مرگ یک فروشنده لعنتی» اشاره کنند. عنوان این فیلم از نام دو مورد از املاک و مستغلاتی گرفته شده‌است که توسعه آن توسط فروشندگان انجام شده‌است: ارتفاعات گلنگاری و مزارع گلن راس.
این فیلم مجموعه‌ای از بازیگران مشهور مانند آل پاچینو، کوین اسپیسی، جک لمن و اد هریس را در خود جای داده‌است.

## داستان فیلم
فیلم دو روز از زندگی چهار فروشندهٔ املاک را به تصویر می‌کشد که کار آنها وابسته به داشتن (Lead)برگه‌های اطلاعات مربوط به مشتری هاست. نام و تلفن مشتریان مورد هدف فروش. خیلی از این برگه‌های اطلاعات که توسط سرپرست دفتر، ویلیامسون با بازی کوین اسپیسی، جیره‌بندی شده‌اند، به دلیل شرایط اقتصادی نامساعد، فاقد اعتبار یا مربوط به مشتریانی ست که علاقه ای به سرمایه‌گذاری در ملک را ندارند و متقاعد کردن آنها بسیار مشکل است. در شب بارانی شروع روایت، آنها از ویلیامسون دربارهٔ رقابت فروشی می‌شنوند که مدیر شرکت ترتیب داده‌است. نماینده مدیریت، بلیک با بازی بالدوین، برای اعلام جزئیات این مسابقه از دفتر مرکزی آمده و با سخنرانی غرایی پر از توهین به فروشنده‌ها آنها را بی عرضه خطاب می‌کند و از جزئیات این رقابت می‌گوید. هر کس بتواند تا روز بعد بیشترین مبلغ فروش به مشتریان فعلی را داشته باشد، صاحب یک اتومبیل می‌شود و کمترین فروش باعث اخراج خواهد شد. بلیک، دسته ای از برگه‌های اطلاعات مشتریان آمادهٔ خرید را به آنها نشان می‌دهد و عنوان می‌کند که آنها این برگه‌ها را دریافت نمی‌کنند، چرا که این برگه‌ها متعلق به فروشندگان برندهٔ روز بعد خواهد بود.
لِوِن پیر با بازی جک لمون معروف به ماشین، که گفته می‌شود قبلاً از فروشندگان موفق بوده، اکنون در رکود طولانی مدت و با یک دختر بیمار در بیمارستان با وضعیت پزشکی نامعلوم، می‌داند که اگر نتواند چیزی بفروشد، به زودی شغل خود را از دست خواهد داد. او سعی می‌کند سرپرست دفتر، ویلیامسون را ترغیب کند تا برخی از برگه‌های جدید را به وی بدهد، اما ویلیامسون امتناع می‌ورزد. لون سعی می‌کند ابتدا ترحم ویلیامسون را برانگیزد، سپس او را تهدید کند و سرانجام رشوه بدهد. ویلیامسون مایل به فروش برخی از برگه‌های اصلی است اما از قبل پول نقد می‌خواهد. لون نمی‌تواند با پول نقد کنار بیاید و ناامید می‌شود.
دراین بین روما با بازی آل پاچینو، که بهترین فروشندهٔ حاضر در دفتر است، فرصت کوتاهی برای فروش یک زمین به یک مشتری مست به نام لینک بدست می‌آورد.
موس و اندرو با بازی اد هریس و آلان آرکین، دو فروشندهٔ دیگر تمام شب در حال گفتگوهای طولانی و شکایت از وضعیت پراسترس موجود هستند. موس به همکارش پیشنهاد یک سرقت را می‌دهد. اگر آنها بتوانند برگه‌های جدید را از دفتر ویلیامسون بردارند، می‌توانند با فروش خوبی، شغل خود را نگاه دارند و حتی با فروش باقی برگه‌ها می‌توانند پول خوبی به دست آورند.
در روز بعد دفتر مورد دستبرد قرار گرفته‌است. تمام برگه‌های جدید و دستگاه‌های تلفن دزدیده شده. پلیس در حال بازجویی از تک تک کارمندان به نوبت در دفتر ویلیامسون است. لون و روما در شب گذشته موفق به فروش شده‌اند و مطمین هستند که دیگر در لیست اخراجی‌ها نیستند.
که در این حین، لینک، مشتری روما، در آستانه در ظاهر می‌شود و عنوان می‌کند که بعد از صحبت با همسرش از تصمیم خود برای خرید زمین منصرف شده‌است. با تمام کلک‌های قانونی، نیمه قانونی و غیرقانونی، روما سعی می‌کند لینک را راضی کند که در این بین ویلیامسون با یک مداخلهٔ غیر حرفه ای تمام تلاش وی را از بین می‌برد؛ که این پس از خروج لینک باعث مشاجرهٔ شدیدی بین آن دو می‌گردد و روما با لحنی پر از توهین و تحقیر ویلیامسون را دست نشاندهٔ بی کفایتی لقب می‌دهد که باید هر چه زودتر از این شغل کناره‌گیری کند. بعد از این مشاجره، لون هم که پس از فروش موفقش اعتمادبه‌نفس گذشته را بازیافته، در بین ادامهٔ توهین به ویلیامسون سهواً فاش می‌کند که شب گذشته در دفتر وی بوده و ویلیامسون پی می‌برد که دزد اصلی برگه‌های جدید، اوست. ویلیامسون با وجود انکارهای او و بعد اعتراف به دزدی و فروش برگه‌ها و پیشنهاد رشوه برای سکوت، به دفتر خودش می‌رود تا به پلیس اطلاع دهد. چیزی که نه تنها باعث اخراج لون از کارش میود بلکه برای او مجازات زندان در پی خواهد داشت.
صحنهٔ پایانی فیلم با تلفنهای بی ثمر روما و اندرو به مشتریان پایان میابد.

## جوایز
آل پاچینو در سال ۱۹۹۳ برای این فیلم نامزد دریافت جایزهٔ گلدن گلاب به عنوان بهترین بازیگر نقش مکمل و نامزد دریافت جایزهٔ اسکار به عنوان بهترین بازیگر نقش مکمل شد، که شانس دریافت آن را در مقابل جین هکمن (Gene Hackman) برای فیلم نابخشوده از دست داد؛ ولی در همان سال وی جایزهٔ اسکار بهترین بازیگر نقش اول مرد را برای بازی در فیلم بوی خوش زن دریافت کرد.
جک لمون در سال ۱۹۹۲ جایزه کوپا ولوپی را برای بهترین بازیگر نقش اول مرد و جایزه شورای نقد و بررسی به عنوان بهترین بازیگر مرد دریافت کرد. مجلهٔ امپایر این فیلم را به عنوان ۴۷۰ امین فیلم از ۵۰۰ فیلم برتر همهٔ تاریخ اعلام کرد.